# 야마가타시 (야마가타현)
야마가타시(일본어: 山形市)는 일본 야마가타현 남동부에 있는 시이자 야마가타현의 현청 소재지이다. 또 야마가타현의 무라야마 종합지청이 있으며 에도 시대 이전에 무라야마군(村山郡)이었던 무라야마 지방의 중심 도시이기도 하다. 센다이시에서 약 1시간 반 거리에 있어 관계가 깊다.
매년 8월 상순에 열리는 하나가사 축제는 센다이시의 다나바타 축제, 아키타시의 간토 축제, 아오모리시의 네부타 축제와 함께 "도호쿠 4대 축제"로 불린다. 또 매년 9월에 강변에서 토란과 쇠고기, 곤약, 파 등을 커다란 냄비에 넣고 끓이는 이모니(芋煮)라는 음식도 유명하다. 교외에는 자오 온천(蔵王温泉)과 마쓰오 바쇼의 하이쿠(俳句)로 유명한 릿샤쿠지(立石寺), 스키장 등 관광 자원도 풍부하다.

## 지리
야마가타 분지에 위치하며 분지 동남부 선상지에 시가지가 자리잡고 있다. 분지 중앙부에 있는 시 북부는 광대한 평지가 계속된다. 동부는 산악지대이다.

### 기후
분지에 위치하기 때문에 기온 차가 크다. 여름에는 덥고 겨울에는 추운 기후를 보이며 1933년 7월에는 최고 기온이 섭씨 40.8도를 기록하기도 했다. 이는 일본의 역대 최고 기온 기록이다.
| 야마가타시의 기후                                            | 야마가타시의 기후 | 야마가타시의 기후 | 야마가타시의 기후 | 야마가타시의 기후 | 야마가타시의 기후 | 야마가타시의 기후 | 야마가타시의 기후 | 야마가타시의 기후 | 야마가타시의 기후 | 야마가타시의 기후 | 야마가타시의 기후 | 야마가타시의 기후 | 야마가타시의 기후 |
| 월                                                           | 1월               | 2월               | 3월               | 4월               | 5월               | 6월               | 7월               | 8월               | 9월               | 10월              | 11월              | 12월              | 연간              |
| ------------------------------------------------------------ | ----------------- | ----------------- | ----------------- | ----------------- | ----------------- | ----------------- | ----------------- | ----------------- | ----------------- | ----------------- | ----------------- | ----------------- | ----------------- |
| 역대 최고 기온 °C (°F)                                       | 18.1 (64.6)       | 17.3 (63.1)       | 23.7 (74.7)       | 33.3 (91.9)       | 34.1 (93.4)       | 37.5 (99.5)       | 40.8 (105.4)      | 39.0 (102.2)      | 36.6 (97.9)       | 32.3 (90.1)       | 26.9 (80.4)       | 20.6 (69.1)       | 40.8 (105.4)      |
| 일평균 최고 기온 °C (°F)                                     | 3.3 (37.9)        | 4.4 (39.9)        | 9.1 (48.4)        | 16.4 (61.5)       | 22.6 (72.7)       | 25.9 (78.6)       | 29.1 (84.4)       | 30.5 (86.9)       | 25.8 (78.4)       | 19.5 (67.1)       | 12.6 (54.7)       | 6.1 (43.0)        | 17.1 (62.8)       |
| 일일 평균 기온 °C (°F)                                       | −0.1 (31.8)       | 0.4 (32.7)        | 4.0 (39.2)        | 10.2 (50.4)       | 16.2 (61.2)       | 20.3 (68.5)       | 23.9 (75.0)       | 25.0 (77.0)       | 20.6 (69.1)       | 14.1 (57.4)       | 7.7 (45.9)        | 2.4 (36.3)        | 12.1 (53.8)       |
| 일평균 최저 기온 °C (°F)                                     | −3.1 (26.4)       | −3.1 (26.4)       | −0.3 (31.5)       | 4.7 (40.5)        | 10.7 (51.3)       | 15.7 (60.3)       | 20.0 (68.0)       | 20.9 (69.6)       | 16.6 (61.9)       | 9.8 (49.6)        | 3.6 (38.5)        | −0.7 (30.7)       | 7.9 (46.2)        |
| 역대 최저 기온 °C (°F)                                       | −20.0 (−4.0)      | −19.0 (−2.2)      | −15.5 (4.1)       | −7.3 (18.9)       | −1.8 (28.8)       | 3.0 (37.4)        | 6.7 (44.1)        | 8.4 (47.1)        | 3.0 (37.4)        | −2.4 (27.7)       | −7.2 (19.0)       | −15.0 (5.0)       | −20.0 (−4.0)      |
| 평균 강수량 mm (인치)                                        | 87.8 (3.46)       | 63.0 (2.48)       | 72.1 (2.84)       | 63.9 (2.52)       | 74.5 (2.93)       | 104.8 (4.13)      | 187.2 (7.37)      | 153.0 (6.02)      | 123.8 (4.87)      | 105.1 (4.14)      | 74.4 (2.93)       | 97.2 (3.83)       | 1,206.7 (47.51)   |
| 평균 강설량 cm (인치)                                        | 103 (41)          | 79 (31)           | 35 (14)           | 2 (0.8)           | 0 (0)             | 0 (0)             | 0 (0)             | 0 (0)             | 0 (0)             | 0 (0)             | 4 (1.6)           | 66 (26)           | 285 (112)         |
| 평균 강수일수 (≥ 0.5 mm)                                     | 18.6              | 14.9              | 14.5              | 11.2              | 10.2              | 11.1              | 14.1              | 11.5              | 11.9              | 11.9              | 14.2              | 17.8              | 162.1             |
| 평균 강설일수                                                | 28.1              | 23.7              | 19.6              | 4.6               | 0.0               | 0.0               | 0.0               | 0.0               | 0.0               | 0.0               | 6.1               | 23.7              | 105.7             |
| 평균 상대 습도 (%)                                           | 81                | 77                | 69                | 62                | 64                | 71                | 76                | 75                | 77                | 77                | 78                | 81                | 74                |
| 평균 월간 일조시간                                           | 79.6              | 99.6              | 140.4             | 175.9             | 196.5             | 165.0             | 144.5             | 171.8             | 136.6             | 132.1             | 102.2             | 73.8              | 1,617.9           |
| 출처: 일본 기상청 (평년값: 1991년~2020년, 극값: 1889년~현재) |                   |                   |                   |                   |                   |                   |                   |                   |                   |                   |                   |                   |                   |

### 인접한 자치체
- 야마가타현
  - 가미노야마시
  - 덴도시
  - 히가시네시
  - 난요시

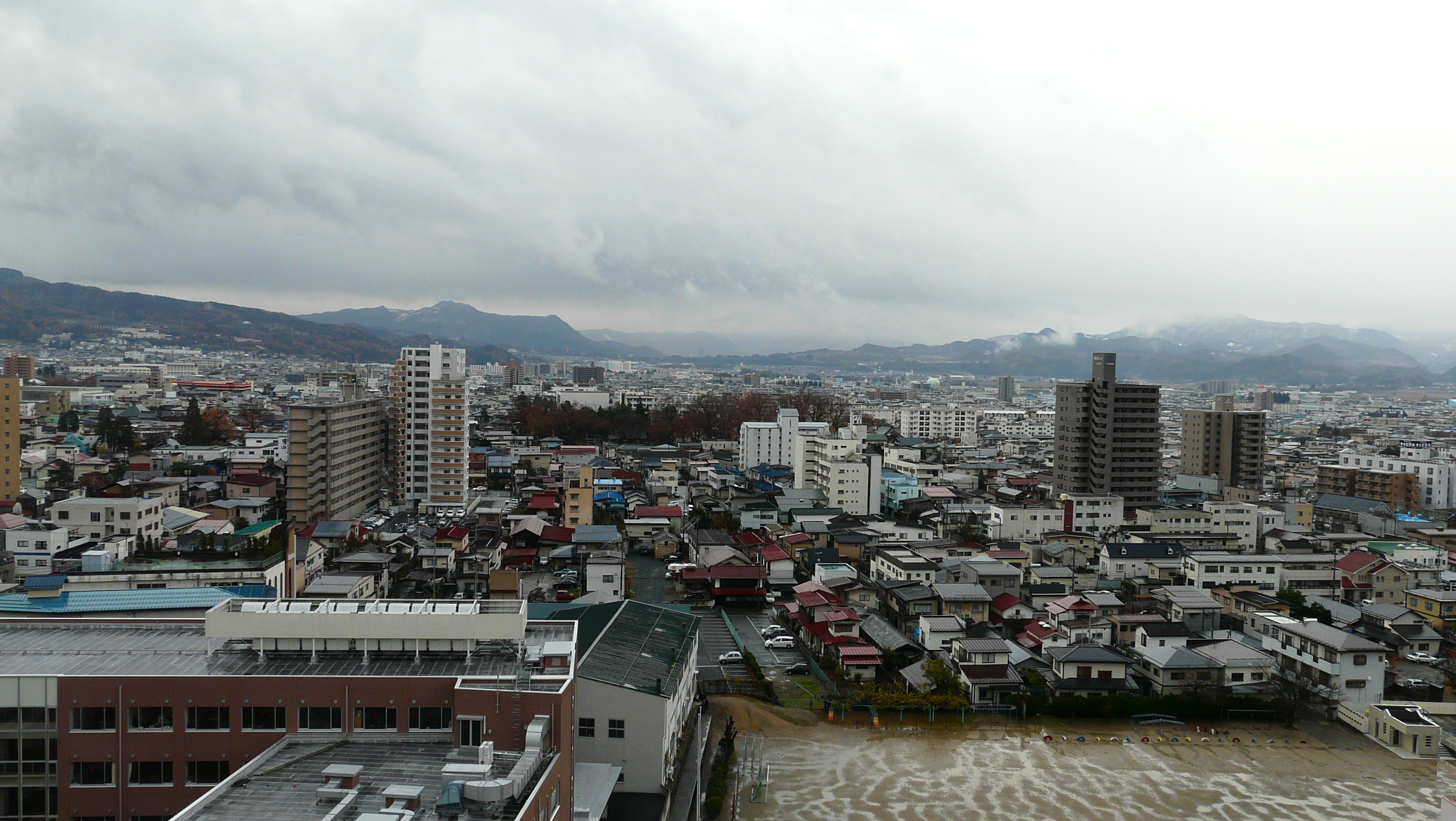
야마가타 시가지

  - 히가시무라야마군 야마노베정, 나카야마정

- 미야기현
  - 센다이시
  - 시바타군 가와사키정

## 역사
- 1889년 - 시제를 시행했다.
- 1898년 3월 28일 - 일본 육군 제32사단이 주둔하기 시작했다.
- 1901년 4월 11일 - 야마가타역이 개업했다.
- 1911년 5월 8일 - 시 북부에서 발생한 대화재로 병원, 현청, 시청 등 주요 건축물이 전소되었다.
- 1915년 - 화재로 전소되었던 현청이 복구되었다.
- 1920년 - 제1회 국세조사 결과 인구는 48,399명이었다.
- 1923년 - 시립 수도시설의 통수식이 열렸다.
- 1933년 7월 25일 - 일본 기상 관측 이래 최고 기온인 40.8도를 기록했다.
- 1936년 11월 30일 - NHK 야마가타 방송국이 개국했다.
- 1952년 - 제7회 국민체육대회를 개최했다.
- 1953년 10월 15일 - 민방 라디오 야마가타(야마가타 방송)이 개국했다.
- 1975년 9월 9일 - 현청을 신축 이전했다.
- 1992년 7월 1일 - 야마가타 신칸센이 개업했다.
- 1992년 - 제47회 국민체육대회를 개최했다.
- 2001년 4월 1일 - 특례시로 지정되었다.
- 2017년 1월 1일 - 중핵시로 승격했다.

## 언론사
- 야마가타 신문
- 야마가타 방송
- NHK 야마가타 방송국

## 교육

### 대학
- 야마가타 대학
- 야마가타 현립 보건의료대학
- 도호쿠 예술공과대학
- 호소 대학
- 도호쿠 분쿄 대학

### 전문학교
- 다케다 가정전문학교
- 전문학교 야마가타V카렛지
- 야마가타 시립병원 재생관 고등구호학원
- 국립요양소 야마가타병원 부속구호학교
- 야마가타 후생구호학교
- 야마가타 미용전문학교
- 야마가타 헤어모드학원
- 야마가타 의료기술전문학교
- 야마가타 치과전문학교
- 야마가타 여자전문학교
- 야마가타 트랜스메카전문학교
- 야마가타 디자인전문학교
- 야마가타 조리전문학교

## 교통

### 철도
- 동일본 여객철도
  - 오우 본선(야마가타선)
  - 오우 본선(야마가타 신칸센)
  - 아테라자와선
  - 센잔선

### 도로
- 야마가타 자동차도
- 도호쿠 중앙 자동차도
- 국도 13호선
- 국도 48호선
- 국도 112호선
- 국도 286호선
- 국도 348호선
- 국도 458호선

## 인구
|                                                | |
| 야마가타시의 전국의 연령별 인구 분포（2005년） | 야마가타시의 연령·남녀별 인구 분포（2005년）                                                                              |
| ■자주색 ― 야마가타시 ■녹색 ― 일본전국          | ■파랑색 ― 남자 ■빨간색 ― 여자                                                                                             |
| · 야마가타시（에 해당되는 지역）의 인구추이    | |
| 일본 총무성 통계국 국세조사 결과               | |
|                                                | 이 그래프는 더 이상 지원되지 않는 레거시 그래프 확장 기능을 사용하고 있습니다. 새로운 차트 확장 기능으로 변환해야 합니다. |

## 작품

### 만화, 애니메이션
- 추억은 방울방울

## 축제
- 하나가사 마츠리 (山形花笠まつり)

## 대외 관계

### 자매 도시
자매 도시는 다음과 같다.
- 오스트리아 티롤주 키츠뷔엘 (1963년)
- 오스트레일리아 빅토리아주 스완힐 (1980년)
- 중화인민공화국 지린성 지린시 (1983년)
- 러시아 부랴트 공화국 울란우데 (1991년)
- 미국 콜로라도주 볼더 (1994년)

### 우호 도시
- 일본 도쿄도 오시마정 (1978년)
- 일본 미야기현 가미정 (1989년)
- 대만 타이난시 (2017년)